# Гиндза (станция)

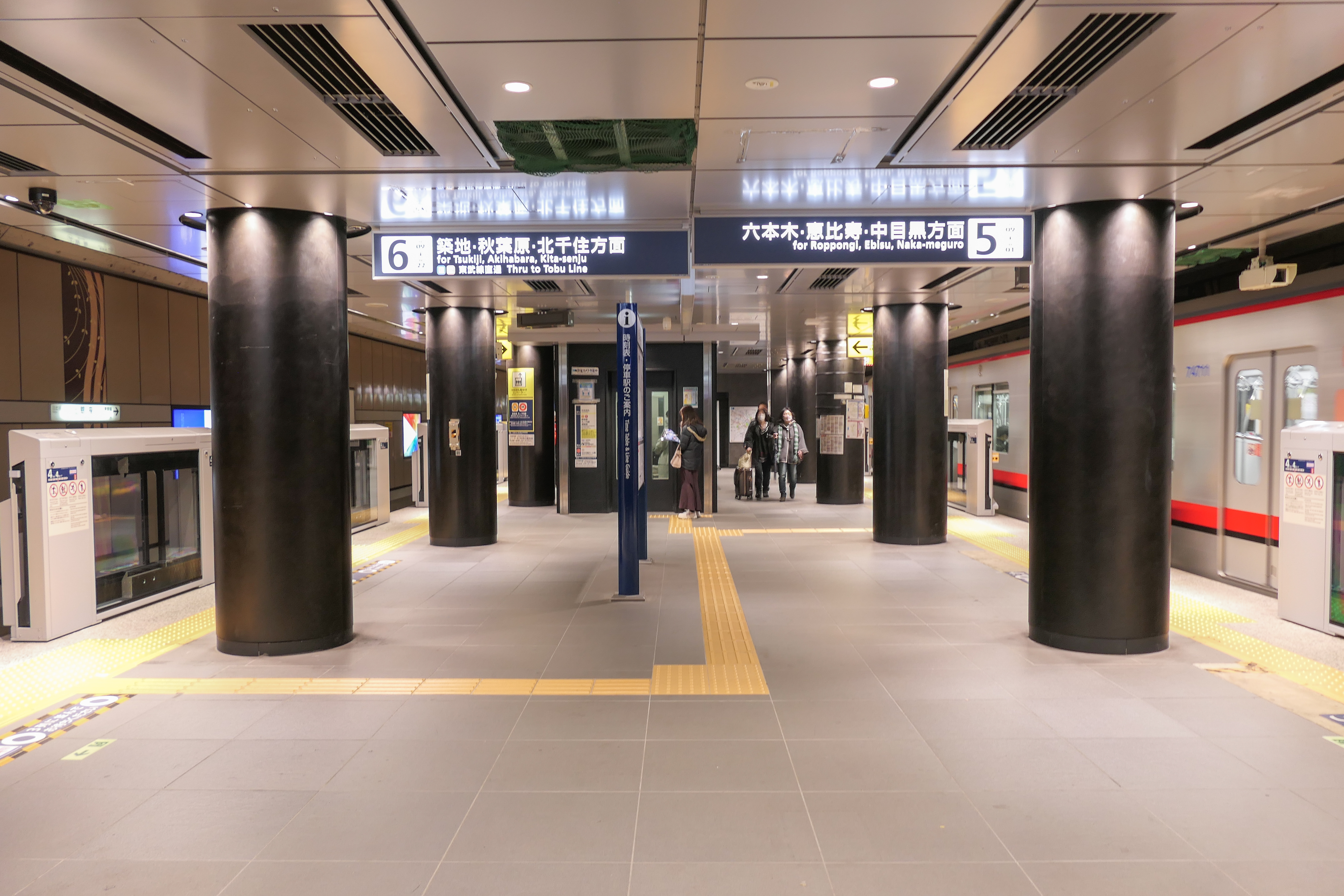
Платформы № 5 и № 6 линии Хибия

Станция Гиндза (яп. 銀座駅 гиндза эки) — железнодорожная станция на линиях Гиндза, Хибия и Маруноути, расположенная в специальном районе Тюо в Токио. Станция обозначена номером H-09 на линии Хибия, G-09 на линии Гиндза и M-16 на линии Маруноути. На станции установлены автоматические платформенные ворота.

## История
Станция была открыта в марте 1934 года на линии Гиндза. Платформы линии Маруноути были открыты в декабре 1957 года, а линии Хибия в феврале 1963 года.

## Планировка станции
3 платформы островного типа и 6 путей.
| 1 | ○ Линия Гиндза    | Акасака-Мицукэ ・ Омотэсандо ・ Сибуя                  |
| 2 | ○ Линия Гиндза    | Нихонбаси ・ Уэно ・ Асакуса                           |
| 3 | ○ Линия Маруноути | Ёцуя ・ Синдзюку ・ Огикубо ・ Накано-Фудзимитё        |
| 4 | ○ Линия Маруноути | Отэмати ・ Коракуэн ・ Икэбукуро                       |
| 5 | ○ Линия Хибия     | Роппонги ・ Нака-Мэгуро ・ (Линия Тоёко) Кикуна        |
| 6 | ○ Линия Хибия     | Уэно ・ Кита-Сэндзю ・ (Линия Исэсаки) Тобу-Добуцукоэн |

## Близлежащие станции
| «            |  | Линия           |  | »             |
| ------------ |  | --------------- |  | ------------- |
| Симбаси      |  | Линия Гиндза    |  | Кёбаси        |
| Касумигасэки |  | Линия Маруноути |  | Токио         |
| Хибия        |  | Линия Хибия     |  | Хигаси-Гиндза |